# Valentiny Antal
Valentiny Antal (Šamac, Bosznia-Hercegovina, 1883. április 1. – Kolozsvár, 1948. június 26.) magyar nyelvész, bibliográfus, könyvtártudományi szakíró.

## Életútja
Középiskoláit Kalocsán és Szegeden végezte, majd a kolozsvári egyetem bölcsészkarán tanult 1901–1905 között, s itt görög–latin és történelem szakos diplomát (1909), később doktorátust szerzett (1941). 1903-tól a kolozsvári Egyetemi Könyvtár munkatársa: díjnok, könyvtári segédtiszt (1908), könyvtártiszt (1910). Az első világháborúban orosz hadifogságba esett; hazatérése után a román hatóságok is megtartották állásában; főkönyvtárosként az intézet harmadik, majd második tisztségviselője volt. A bécsi döntést követően a visszatérő magyar egyetem keretében 1940. október 19-én a könyvtár igazgatójává nevezték ki. Rá hárult a 22 éves román fennhatóság idején megjelent magyarországi kiadványok pótlása a Közgyűjtemények Országos Felügyelősége segítségével. 1942-ben nyugdíjazták. Az egyetem utolsó, 1944–45-ös tanévében, majd az 1945-ben megalakuló Bolyai Tudományegyetemen a klasszika-filológia helyettes tanára volt.

## Munkássága
Munkásságának egyik területe a szótár- és nyelvtanírás. Az 1920-as években, a román nyelv kötelező elsajátításának első időszakában Victor Cheresteşiuval román–magyar és magyar–román szótárak sorozatát szerkesztette, a kisméretű iskolai szótártól a háromkötetes kéziszótárig. A szótárak használatát kiegészítő kötetük (Tüzetes román alaktan. Kimerítő nyelvtani példatár. Kolozsvár, 1924) kézikönyvnek számított.
Másik munkaterülete a bibliográfiák, repertóriumok összeállítása volt. Elhunyt kollégájától, Ferenczi Miklóstól átvette az erdélyi/romániai magyar irodalom bibliográfiája évenkénti összeállításának feladatát, s az Erdélyi Tudományos Füzetek sorozatban jelentette meg a könyvészeti kimutatásokat. Ő állította össze és adta ki az Erdélyi Tudományos Füzetekben az 1933–39-es évek romániai magyar irodalmának éves bibliográfiáit (Kolozsvár, 1934–39), valamint Emil Racoviţă professzor útmutatásai szerint a Kolozsváron található tudományos és orvosi folyóiratok katalógusát (Catalogul revistelor ştiinţifice şi medicale din Cluj. Kolozsvár, 1926). Az Erdélyi Múzeum-Egyesület háromnegyedszázados tudományos működése 1859–1934 c. ünnepi kiadvány részére elkészítette Az Erdélyi Múzeum-Egyesület kiadványainak könyvészeti leírását 1859-től 1934-ig terjedően. Ugyancsak ő állította össze Entz Gézával Az Erdélyi Múzeum név- és szakmutatóját (Kolozsvár, 1942). Ő volt az összegyűjtője a Századok pótfüzeteként megjelent Magyar történeti bibliográfia az 1938. évről (Budapest, 1939) román nyelvű anyagának, és ő állította össze az EME kiadásában megjelent kötet, A torockószentgyörgyi Thorotzkay család levéltára (Kolozsvár, 1944) regesztáit. W. Kovács András az ő levéltári munkáját is felhasználva jelentette meg A Wass család cegei levéltára c. kiadványt (Kolozsvár, 2006).

## Fontosabb művei
- Román–magyar és magyar–román szótár (Ferenczi Miklós és Cheresteşiuné H. Margit közreműködésével, Victor Cheresteşiu szerkesztésében, Kolozsvár, 1925, 1927, 1928);
- Román–magyar szótár V. Cheresteşiu – Déri Gy. – M. Georgescu-Tistu román nyelvkönyveihez (szerk., Kolozsvár, é. n.);
- Pótkötet a román–magyar és magyar–román szótárhoz (munkatársként többekkel, V. Cheresteşiu szerkesztésében, Bukarest, 1937);
- Egyetemi Könyvtár. Beszámoló a kolozsvári Ferenc József Tudományegyetem 1940–41. tanévi működéséről (Kolozsvár, 1942).